# Huncowska Przełęcz
Huncowska Przełęcz (słow. Huncovské sedlo, niem. Hunsdorfer Scharte, węg. Hunfalvi-csorba) – przełęcz położona na wysokości 2307 m w słowackich Tatrach Wysokich, znajdująca się między masywem Kieżmarskiego Szczytu a północno-zachodnim wierzchołkiem Huncowskiego Szczytu. Jest położona bliżej tego ostatniego szczytu.
W grani opadającej z wierzchołka Kieżmarskiego Szczytu na Huncowską Przełęcz znajdują się:
- Wyżni Kieżmarski Przechód (Kežmarska priehyba),
- Kieżmarska Czuba (Kežmarský hrb),
- Niżni Kieżmarski Przechód (Nižná Kežmarská priehyba),
- Mała Kieżmarska Czubka (Malý Kežmarský hrb)[3].

Z przełęczy opadają dwa żleby, jeden w kierunku Doliny Łomnickiej, a drugi do Doliny Huncowskiej. Przez Huncowską Przełęcz biegnie nieznakowana ścieżka na Kieżmarski Szczyt z Doliny Huncowskiej (najdogodniejsza droga na ten szczyt), jednak dostępna jest jedynie w towarzystwie uprawnionego przewodnika. Z przełęczy można również łatwo wspiąć się na Huncowski Szczyt. Najdogodniejsze drogi dla taterników prowadzą na Huncowską Przełęcz z północnego wschodu: od Rakuskiej Przełęczy i od wylotu Świstówki Huncowskiej. Łatwe jest też dojście z Lejkowego Kotła w Dolinie Łomnickiej. Zimą opcja ta jest niebezpieczniejsza ze względu na lawiny.
Pierwsze wejścia turystyczne:
- już w początkach XVII wieku – letnie,
- Günter Oskar Dyhrenfurth i Alfred Martin, 8 marca 1906 r. – zimowe[3].